# 페르디난트 1세 (불가리아)
페르디난트 1세(불가리아어: Фердинанд I, 1861년 2월 26일 ~ 1948년 9월 10일)는 불가리아의 제 1대 차르이다. 오스트리아의 수도인 빈에서 태어났으며, 작센코부르크고타 가의 분가인 코하리 가 출신이다.
1886년에 불가리아의 군주로 취임, 32년간 재위했다. 제1차 세계 대전 때 불가리아는 동맹국으로 참전하였으나, 가장 먼저 연합국에 항복하였다. 그래서 패전의 책임을 지고 왕위를 장남인 보리스 3세에게 넘겨주었다. 나중에 자신은 독일 코부르크로 망명해, 그 곳에서 죽었다.
로베르토 1세 디 부르봉파르마와 양시칠리아의 마리아 피아의 장녀 마리아 루이사와 결혼했다.
- 보리스 3세(1894 ~ 1943)
- 키릴(1895 ~ 1945)
- 에브도키야(1898 ~ 1985)
- 나데주다(1899 ~ 1958)